# Bibbia di Bury
La Bibbia di Bury è un manoscritto miniato della Bibbia eseguita intorno al 1135-1138 presso l'abbazia di Bury St Edmunds e decorata da Maestro Hugo. Solo uno dei due volumi è ancora conservato, diviso in tre parti presso la Parker Library del Corpus Christi College, a Cambridge (Ms.2). È una delle grandi Bibbie monumentali realizzate in Inghilterra durante il periodo romanico insieme alla Bibbia di Lambeth e alla Bibbia di Winchester.

## Storia
Il manoscritto è stato realizzato all'interno dell'abbazia di Bury St Edmunds, nel Suffolk, sotto l'abate Anselmo di San Saba, religioso di origine italiana responsabile di un notevole sviluppo dello scriptorium. Durante il suo mandato, tra il 1121 e 1148, vi fece copiare un centinaio di manoscritti. Un vecchio catalogo delle opere dell'abbazia risalente al XII secolo e XIII secoli e conservato al Pembroke College indica l'origine del manoscritto:
Il manoscritto ha, nel foglio 2, lo stesso numero (B1) di quello indicato nel catalogo, che ne ha permesso l'identificazione. Certo fu prodotta mentre l'abate era in viaggio all'estero, perché non fu lui a commissionare l'opera. La Bibbia fu quindi commissionata tra il 1125 e il 1136, e gli storici dell'arte si appoggiano piuttosto alla data del 1135. Il manoscritto ha anche sul foglio 322 un graffito del XV secolo che rappresenta la testa di Edmond d'Est-Anglie, protettore dell'abbazia. Veniva poi utilizzata durante le letture nel refettorio dei monaci.
I due volumi del manoscritto sono attestati all'abbazia nel 1190. Il manoscritto entrò nelle collezioni del Corpus Christi College di Cambridge intorno al 1575.

## Descrizione
È stato conservato solo il primo volume della Bibbia, che si ferma al libro di Giobbe. Conserva 6 miniature di grandi dimensioni (pagina intera o mezza pagina) delle 12 che questo volume aveva originariamente. Ci sono anche 42 iniziali decorate delle 44 originali.
L'abate Anselmo potrebbe aver contribuito a portare in Inghilterra lo stile italo-bizantino utilizzato nel manoscritto. L'incipit della pagina "FRATER" all'inizio del manoscritto mescola lo stile dei capolettera realizzati all'epoca in Inghilterra con uno stile mediterraneo nella cornice. È soprattutto nelle iniziali che viene utilizzato il nuovo stile di origine bizantina: su un fondo verde-azzurro i personaggi sono rappresentati con dettagli anatomici evidenziati dalle pieghe degli abiti che danno l'impressione di tessuti bagnati. Questo stile è giustamente chiamato "damp fold style" (letteralmente "stile piega umida"). Questo stile influenza direttamente gran parte della miniatura inglese durante il periodo romanico.

## Altre immagini

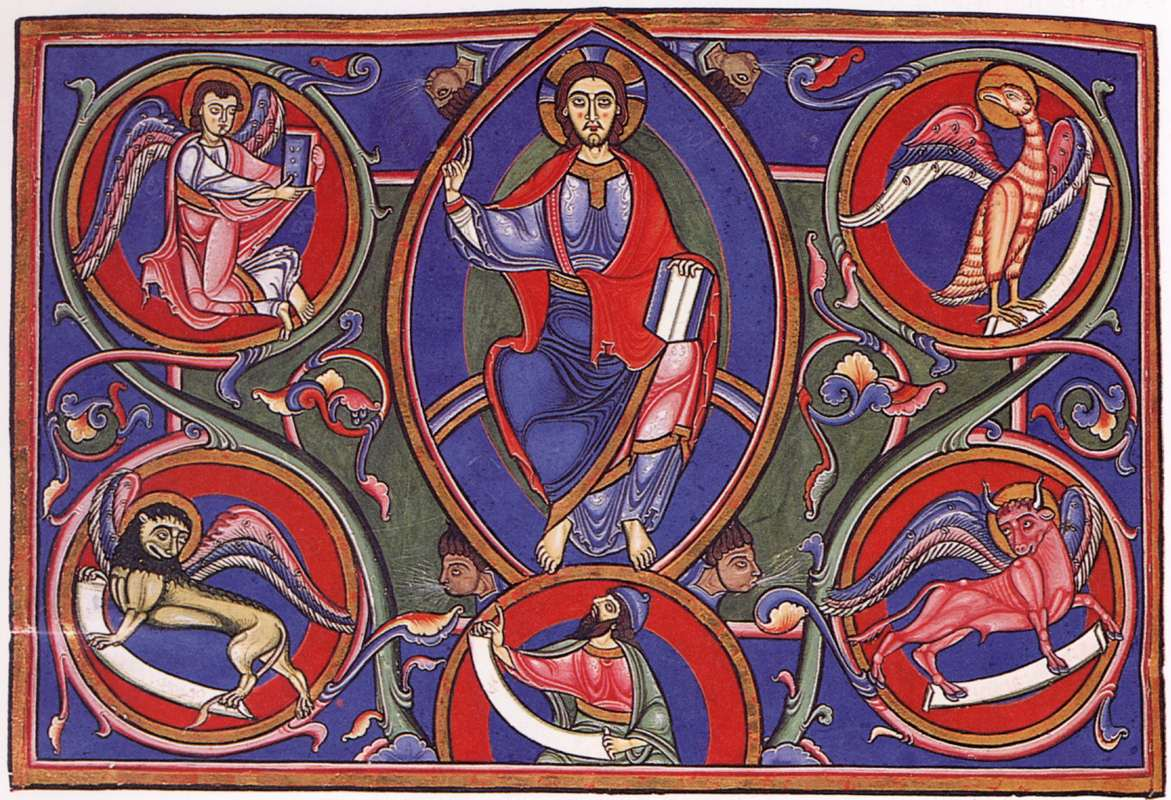
Cristo in gloria
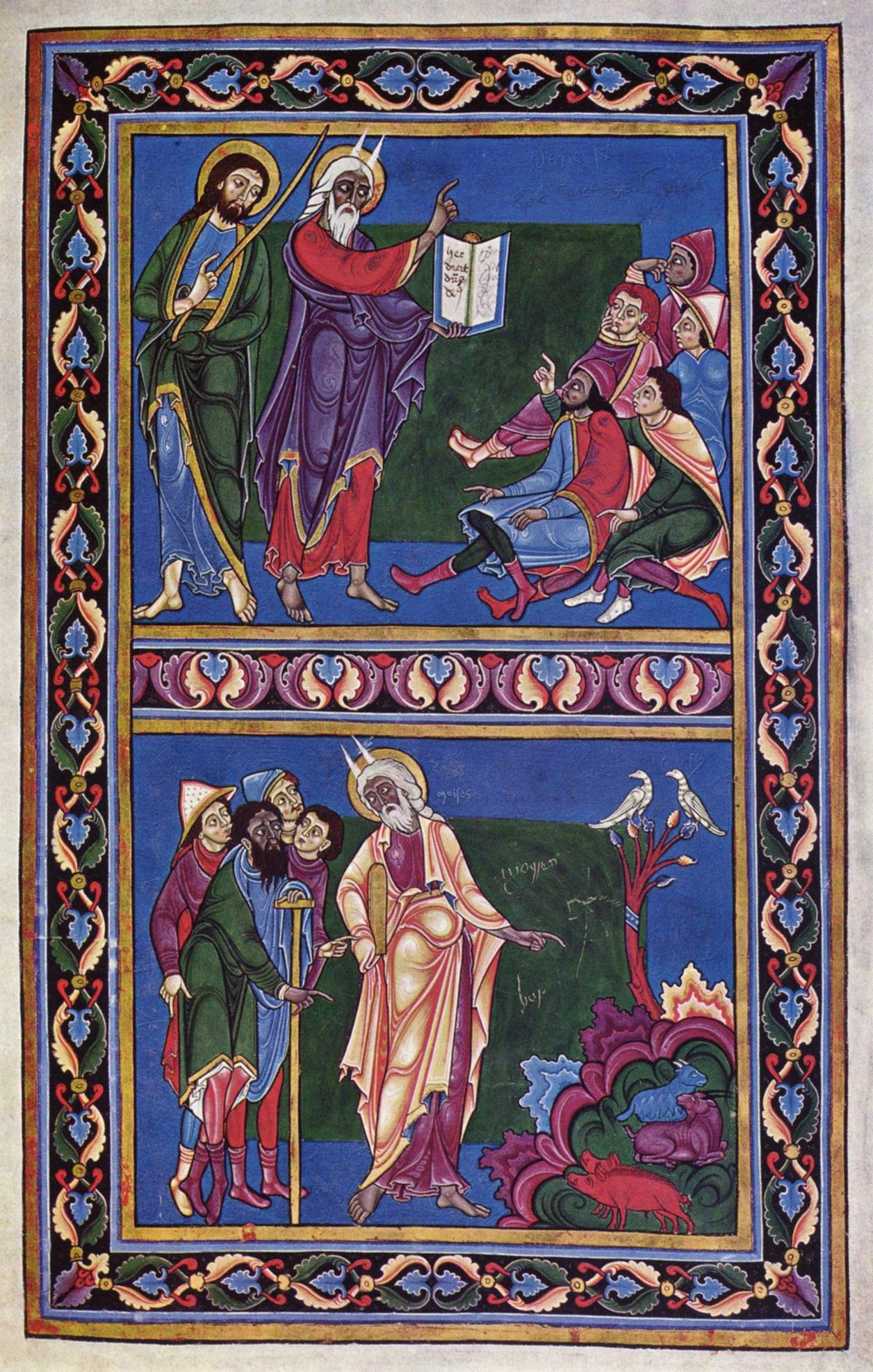
Mosè che spiega le tavole della legge